# Тотанайская волость
Тотана́йская во́лость — административно-территориальная единица в составе Перекопского уезда Таврической губернии. Образована в результате земской реформы 1890 года, при реорганизации Эйгенфельдской и, частично, Григорьевской волости.

## География
Располагалась в юго-восточной части уезда, от левого берега Салгира на юге, до линии современного шоссе E 97 Джанкой — Керчь на севере. На севере и востоке — Ак-Шеихская волость, на западе — Александровская и Богемская волости, на юге — юго-востоке граничила с Феодосийским и Симферопольским уездами. Рельеф — плоская степь. Занимала, в основном, северо-запад и юго-восток современного Джанкойского и северо-восток Красногвардейского районов, плюс несколько сёл Нижнегорского.

## Состояние на 1892 год
В «…Памятной книжке Таврической губернии на 1892 год» в волости записаны всего 3 деревни, остальные поселения — со статусом села и 1 экономия Джав-Борю с 50 жителями, всего населения зафиксировано 3027 человек.
Деревни — Джав-Борю с 10 жителями, Маре — 76 человек и Отар — 20 жителей. Сёла:

| - Адаргин — 209 жит. - Конрат — 118 жит. - Бек-Болатчи — 51 жит. - Бекказы — 84 жит. - Берлак — 121 жит. - Владиславка — 473 жит. - Немецкий Джанкой — 131 жит. - Джаркуи — 5 жит. | - Карамин — 272 жит. - Карангут — 33 жит. - Коджангул — 44 жит. - Коктеин — 94 жит. - Кульоба — 167 жит. - Месит — 19 жит. - Найман — 98 жит. - Мешен — 107 жит. | - Мурзалар-Кемельчи — 44 жит. - Мусабий-Адаргин — 212 жит. - Ново-Покровка — 121 жит. - Тарханлар — 85 жит. - Тархан-Сейтлер — 15 жит. - Тотанай — 171 жит. - Узун-Сокал-Джанкой-Старый — 85 жит. - Узун-Сокал-Джанкой — 75 жит. - Чолбаши — 37 жит. |

## Состояние на 1900 год
В Памятной книжке Таврической губернии на 1900 год зафиксировано 28 населённых пунктов с 3 524 жителями, но уточнений — село или деревня — в Памятной книжке… не приведено. В волости, как преемнице колонистской Эйгенфельдской, сохранялась высокая доля крымских немцев, но немецкие названия селений из употребления вышли, заменённые на прежние крымско-татарские.
Кроме того в волости записаны 3 хутора: Даучи с 6 жителями, Джага-Баши с 34 и Джаркуи и Тархан с 60 жителями.

## Состояние на 1915 год
По Статистическому справочнику Таврической губернии. Ч.II-я. Статистический очерк, выпуск пятый Перекопский уезд, 1915 год, в Тотанайской волости Перекопского уезда числилось 66 различных поселений, из них 1 село Ново-Покровка (она же Баяут) и 28 деревень, в которых проживало 4324 человека приписных жителей и 2554 — «посторонних».

| - Адаргин (он же Шенбрун) - Аксюру-Конрат (немецкий) - Аксюру-Конрат (вакуф) - Аксюру-Конрат (русский) - Башлыча - Бек-Болатчи - Бекказы - Борлак - Вакуф Беркет-Толку | - Вакуф Кара-Тотанай - Владиславка - Карамин - Карангут - Коджангул - Коктеин - Кульоба - Маре - Месит | - Мешен - Музаллар-Кемельчи - Мусабий-Адаргин - Найман (он же Гогхейм) - Немецкий Джанкой (он же Карлсруэ) - Оттар-Петровка - Табун-Адаргин - Тотанай - Узун-Сакал-Джанкой (немецкий) - Узун-Сакал-Джанкой (татарский) |

Кроме того в волости числились посёлок Оттар-Петровка, выселок Джавборю, хутора Андреевка, Джав-Борю, Джага-Баши, Джаркуи, Карангут-Джаракчи, Музалар-Кемельчи, Эркелик (он же Султан-Базар). Была одна усадьба «Бузавчи», 2 экономии Джав-Борю, полустанок Каранкурт, 1 железнодорожная казарма, 4 полуказармы и 12 железнодорожных будок и кирпично-черепичный завод.
Волость существовала до упразднения, согласно постановлению Крымревкома от 8 января 1921 года.